# Orlando Martínez Romero
Orlando Martínez Romero (2 de septiembre de 1944-La Habana, 22 de septiembre de 2021) fue un boxeador cubano, el cual ganó la medalla de oro en los Juegos Olímpicos de 1972.